# Joint Genome Institute
El U.S. Department of Energy Joint Genome Institute (DOE JGI), situat a Walnut Creek, Califòrnia, va ser creat el 1997 per unir l'experiència i recursos en cartografiar el genoma, DNA sequencing, i el DOE genome centers a Lawrence Berkeley National Laboratory (Berkeley Lab), Lawrence Livermore National Laboratory (LLNL) i Los Alamos National Laboratory (LANL). Actualment l'equip DOE JGI està compost per empleats del Berkeley Lab, LLNL i el HudsonAlpha Institute for Biotechnology. El DOE JGI també col·labora amb altres laboratoris estatunidencs com Oak Ridge National Laboratory (ORNL) i el Pacific Northwest National Laboratory (PNNL).
Els microorganismes com els que prosperen sota condicions extremes com l'alta acidesa són de particular interés per la DOE.